# La bomba (Ricky Martin)
La bomba è una canzone scritta da Luis Gómez Escolar, KC Porter e Robi Rosa per il quarto album di Ricky Martin Vuelve uscito nel 1998. Il singolo ottiene un moderato successo nel mondo (non entra neppure nella Billboard Hot 100), raggiungendo discreti risultati di vendita soltanto in Italia.

## Tracce
CD Maxi
1. La Bomba (Spanglish)
2. La Bomba (Remix-Radio)
3. La Bomba (Remix-Dub Mix)
4. La Bomba (Remix-Long Version)
5. La Bomba

CD Single
1. La Bomba Single Mix
2. La Bomba Remix - Radio Edit
3. La Bomba Remix - Long Version

## Classifiche
| Paese     | Posizione massima |
| --------- | ----------------- |
| Italia    | 21                |
| Francia   | 45                |
| Svezia    | 31                |
| Australia | 47                |